# Vedran Ćorluka
Vedran Ćorluka (ʋedran t͡ɕorluka; Derventa, 5 febbraio 1986) è un allenatore di calcio ed ex calciatore croato, di ruolo difensore, vice commissario tecnico della nazionale croata.

## Biografia
È nato a Derventa il 5 febbraio 1986 in Bosnia-Erzegovina, all'età di 6 anni, durante la guerra di Jugoslavia, si trasferì con la famiglia a Zagabria.
Due anni più tardi iniziò a dedicarsi al calcio. All'età di 10 anni, durante una partita di calcio, gli venne dato il soprannome "Čarli" dal padre di un suo compagno di squadra, questo soprannome gli è rimasto tuttora.
Da molti nel corso degli anni gli è stato attribuito il fascino, nel 2016 dal quotidiano croato Večernji list fu inserito tra i 10 calciatori più belli degli Europei di Francia 2016.
Dal 2012 ha una relazione con Franka Batelić, dopo essersi laureato vicecampione del mondo, il 21 luglio 2018 si sono legati in matrimonio sposandosi nella cittadina istriana di Bale.

## Caratteristiche tecniche
Agisce frequentemente come terzino destro, tuttavia egli predilige la posizione di difensore centrale, si dimostra abile soprattutto nel gioco aereo e caparbio in marcatura, può all'occorrenza ricoprire tutti i ruoli della difesa.

## Carriera

### Giocatore

#### Club

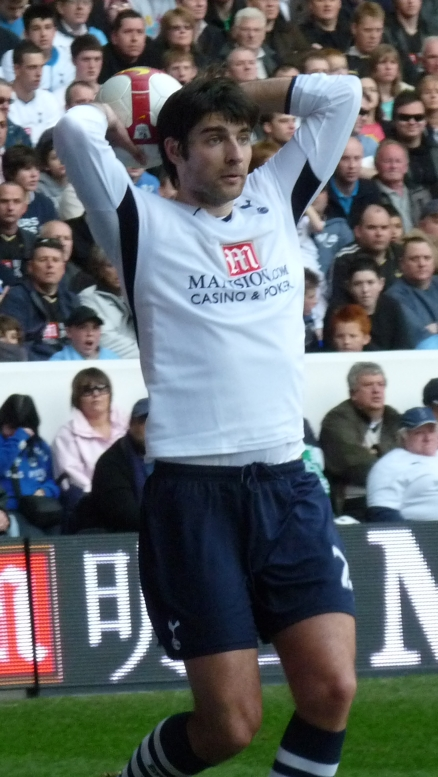
Ćorluka durante una rimessa laterale con la maglia del Tottenham Hotspur nel 2009.

Ćorluka nasce a Derventa, in Jugoslavia - oggi Bosnia ed Erzegovina - prima di trasferirsi giovanissimo a Zagabria, zona di nascita dei genitori. Ad 8 anni entra nel settore giovanile della squadra locale, la Dinamo Zagabria: viene inserito nella prima squadra nel 2003, ma, vista l'assenza di presenze nella stagione precedente, nel 2004 viene ceduto in prestito all'Inter Zaprešić, per comprendere bene le potenzialità del calciatore: la stagione termina con il secondo posto in campionato e con 4 gol in 27 presenze per Ćorluka, che viene quindi richiamato alla Dinamo.
Trascorre altre due stagioni in Croazia, prima di passare al Manchester City, alla corte di Sven-Göran Eriksson, firmando un contratto della durata di 5 anni. La somma sborsata dalla squadra inglese non è stato ufficializzata, ma voci provenienti dalla Croazia hanno rivelato che l'importo s'aggirerebbe intorno alle 8 milioni di sterline. Nonostante una grande stagione col City, l'anno successivo viene venduto al Tottenham per 15 milioni firmando un contratto quadriennale.
Nel gennaio 2012 è mandato in prestito al Bayer Leverkusen
Il 27 giugno 2012, il Lokomotiv Mosca annuncia l'acquisto del giocatore dal Tottenham per una cifra pari a 5.5 milioni di £. La firma arriva in relazione alla recente nomina di Slaven Bilić, ex commissario tecnico della Nazionale croata, come allenatore della Lokomotiv. Corluka ha firmato un contratto triennale dopo aver completato con successo le visite mediche. Debutta con la nuova maglia il 20 luglio seguente nel match del campionato russo contro la neo promossa Mordovija, terminata 3-2 per il Lokomotiv Mosca.
Il 12 maggio 2021, dopo aver battuto in finale di Coppa di Russia il Kryl'ja Sovetov Samara, solleva con la fascia da capitano al braccio il suo ultimo titolo con i Železnodorožniki. Quattro giorni dopo fa il suo discorso d'addio dal calcio giocato in occasione dell'ultima giornata di campionato vinta 1-0 contro l'Ural.

#### Nazionale
Dopo aver militato nell'Under-21, il 16 agosto 2006 esordisce in nazionale maggiore, nella partita vinta 2-0 contro l'Italia a Livorno. Ćorluka entra nella ripresa, convincendo in positivo grazie alla sua prestazione contro gli attaccanti italiani. Gioca da titolare e interamente tutte le partite di qualificazione ad Euro 2008. Ha giocato inoltre 4 partite all'europeo, uscendo con la sua nazionale ai quarti di finale contro la Turchia. Successivamente ha partecipato agli Europei 2012, ai Mondiali 2014, agli Europei 2016 e ai Mondiali 2018. In quest'ultima competizione raggiunge le 100 presenze subentrando al 94º minuto a Mario Mandžukić nella sorprendente vittoria per 3-0 contro l'Argentina, e a fine competizione si laurea vice-campione del mondo. Il 10 agosto annuncia il suo ritiro dalla rappresentativa nazionale.

### Allenatore
Appesi gli scarpini al chiodo da pochi giorni, il 17 maggio 2021 viene ufficializzato nello staff tecnico della Croazia come assistente di Zlatko Dalić per la spedizione al campionato d'Europa 2020.
Tornato da Euro 2020, il 6 luglio seguente fa il suo ritorno tra le file del Lokomotiv Mosca, questa volta come vice allenatore di Marko Nikolić. Lascia l'incarico per motivi personali dopo soli 13 giorni.

## Statistiche

### Presenze e reti nei club
Statistiche aggiornate all'8 marzo 2020.
| Stagione               | Club                   | Campionato             | Campionato | Campionato | Coppe nazionali | Coppe nazionali | Coppe nazionali | Coppe continentali | Coppe continentali | Coppe continentali | Supercoppe | Supercoppe | Supercoppe | Totale | Totale |
| Stagione               | Club                   | Comp                   | Pres       | Reti       | Comp            | Pres            | Reti            | Comp               | Pres               | Reti               | Comp       | Pres       | Reti       | Pres   | Reti   |
| ---------------------- | ---------------------- | ---------------------- | ---------- | ---------- | --------------- | --------------- | --------------- | ------------------ | ------------------ | ------------------ | ---------- | ---------- | ---------- | ------ | ------ |
| 2004-2005              | Inter Zaprešić         | 1.HNL                  | 27         | 4          | CC              | 0               | 0               | -                  | -                  | -                  | -          | -          | -          | 27     | 4      |
| 2005-2006              | Dinamo Zagabria        | 1.HNL                  | 31         | 3          | CC              | 2               | 1               | -                  | -                  | -                  | -          | -          | -          | 33     | 4      |
| 2006-2007              | Dinamo Zagabria        | 1. HNL                 | 30         | 4          | CC              | 8               | 0               | UCL+CU             | 4+2                | 0                  | SC         | 1          | 0          | 45     | 4      |
| ago. 2007              | Dinamo Zagabria        | 1. HNL                 | 0          | 0          | CC              | 0               | 0               | UCL                | 1                  | 0                  | -          | -          | -          | 1      | 0      |
| Totale Dinamo Zagabria | Totale Dinamo Zagabria | Totale Dinamo Zagabria | 61         | 7          |                 | 10              | 1               |                    | 7                  | 0                  |            | 1          | 0          | 79     | 8      |
| ago. 2007-2008         | Manchester City        | PL                     | 35         | 0          | FACup+CdL       | 3+3             | 0               | -                  | -                  | -                  | -          | -          | -          | 41     | 0      |
| ago. 2008              | Manchester City        | PL                     | 3          | 1          | FACup+CdL       | 0               | 0               | CU                 | 3                  | 0                  | -          | -          | -          | 6      | 1      |
| Totale Manchester City | Totale Manchester City | Totale Manchester City | 38         | 1          |                 | 6               | 0               |                    | 3                  | 0                  |            | -          | -          | 47     | 1      |
| ago. 2008-2009         | Tottenham              | PL                     | 34         | 0          | FACup+CdL       | 2+5             | 0               | CU                 | -                  | -                  | -          | -          | -          | 41     | 0      |
| 2009-2010              | Tottenham              | PL                     | 29         | 1          | FACup+CdL       | 5+2             | 0               | -                  | -                  | -                  | -          | -          | -          | 36     | 1      |
| 2010-2011              | Tottenham              | PL                     | 15         | 0          | FACup+CdL       | 1+0             | 0               | UCL                | 8                  | 0                  | -          | -          | -          | 24     | 0      |
| 2011-gen. 2012         | Tottenham              | PL                     | 3          | 0          | FACup+CdL       | 0+1             | 0               | UEL                | 4                  | 0                  | -          | -          | -          | 8      | 0      |
| Totale Tottenham       | Totale Tottenham       | Totale Tottenham       | 81         | 1          |                 | 16              | 0               |                    | 12                 | 0                  |            | -          | -          | 106    | 1      |
| gen.-giu. 2012         | Bayer Leverkusen       | BL                     | 7          | 0          | CG              | 0               | 0               | UCL                | 1                  | 0                  | -          | -          | -          | 8      | 0      |
| 2012-2013              | Lokomotiv Mosca        | PL                     | 27         | 1          | KR              | 1               | 0               | -                  | -                  | -                  | -          | -          | -          | 28     | 1      |
| 2013-2014              | Lokomotiv Mosca        | PL                     | 28         | 1          | KR              | 0               | 0               | -                  | -                  | -                  | -          | -          | -          | 28     | 1      |
| 2014-2015              | Lokomotiv Mosca        | PL                     | 26         | 2          | KR              | 4               | 0               | UEL                | 2                  | 0                  | -          | -          | -          | 32     | 2      |
| 2015-2016              | Lokomotiv Mosca        | PL                     | 24         | 3          | KR              | 0               | 0               | UEL                | 4                  | 0                  | SR         | 1          | 0          | 29     | 3      |
| 2016-2017              | Lokomotiv Mosca        | PL                     | 19         | 0          | KR              | 2               | 0               | -                  | -                  | -                  | -          | -          | -          | 21     | 0      |
| 2017-2018              | Lokomotiv Mosca        | PL                     | 6          | 0          | KR              | 0               | 0               | UEL                | 2                  | 0                  | -          | -          | -          | 8      | 0      |
| 2018-2019              | Lokomotiv Mosca        | PL                     | 21         | 0          | KR              | 5               | 1               | UCL                | 3                  | 0                  | SR         | 1          | 0          | 30     | 1      |
| 2019-2020              | Lokomotiv Mosca        | PL                     | 20         | 0          | KR              | 0               | 0               | UCL                | 6                  | 0                  | SR         | 1          | 0          | 27     | 0      |
| Totale Lokomotiv Mosca | Totale Lokomotiv Mosca | Totale Lokomotiv Mosca | 171        | 7          |                 | 12              | 1               |                    | 17                 | 0                  |            | 3          | 0          | 203    | 8      |
| Totale carriera        | Totale carriera        | Totale carriera        | 385        | 20         |                 | 44              | 2               |                    | 40                 | 0                  |            | 4          | 0          | 473    | 22     |

### Cronologia presenze e reti in nazionale
| Cronologia completa delle presenze e delle reti in nazionale ― Croazia | Cronologia completa delle presenze e delle reti in nazionale ― Croazia | Cronologia completa delle presenze e delle reti in nazionale ― Croazia | Cronologia completa delle presenze e delle reti in nazionale ― Croazia | Cronologia completa delle presenze e delle reti in nazionale ― Croazia | Cronologia completa delle presenze e delle reti in nazionale ― Croazia | Cronologia completa delle presenze e delle reti in nazionale ― Croazia | Cronologia completa delle presenze e delle reti in nazionale ― Croazia |
| Data                                                                   | Città                                                                  | In casa                                                                | Risultato                                                              | Ospiti                                                                 | Competizione                                                           | Reti                                                                   | Note                                                                   |
| ---------------------------------------------------------------------- | ---------------------------------------------------------------------- | ---------------------------------------------------------------------- | ---------------------------------------------------------------------- | ---------------------------------------------------------------------- | ---------------------------------------------------------------------- | ---------------------------------------------------------------------- | ---------------------------------------------------------------------- |
| 16-8-2006                                                              | Livorno                                                                | Italia                                                                 | 0 – 2                                                                  | Croazia                                                                | Amichevole                                                             | -                                                                      | 46’                                                                    |
| 6-9-2006                                                               | Mosca                                                                  | Russia                                                                 | 0 – 0                                                                  | Croazia                                                                | Qual. Euro 2008                                                        | -                                                                      |                                                                        |
| 7-10-2006                                                              | Zagabria                                                               | Croazia                                                                | 7 – 0                                                                  | Andorra                                                                | Qual. Euro 2008                                                        | -                                                                      |                                                                        |
| 11-10-2006                                                             | Zagabria                                                               | Croazia                                                                | 2 – 0                                                                  | Inghilterra                                                            | Qual. Euro 2008                                                        | -                                                                      |                                                                        |
| 15-11-2006                                                             | Tel Aviv                                                               | Israele                                                                | 3 – 4                                                                  | Croazia                                                                | Qual. Euro 2008                                                        | -                                                                      |                                                                        |
| 7-2-2007                                                               | Fiume                                                                  | Croazia                                                                | 2 – 1                                                                  | Norvegia                                                               | Amichevole                                                             | -                                                                      | 60’                                                                    |
| 24-3-2007                                                              | Zagabria                                                               | Croazia                                                                | 2 – 1                                                                  | Macedonia                                                              | Qual. Euro 2008                                                        | -                                                                      |                                                                        |
| 2-6-2007                                                               | Tallinn                                                                | Estonia                                                                | 0 – 1                                                                  | Croazia                                                                | Qual. Euro 2008                                                        | -                                                                      |                                                                        |
| 6-6-2007                                                               | Zagabria                                                               | Croazia                                                                | 0 – 0                                                                  | Russia                                                                 | Qual. Euro 2008                                                        | -                                                                      |                                                                        |
| 22-8-2007                                                              | Sarajevo                                                               | Bosnia ed Erzegovina                                                   | 3 – 5                                                                  | Croazia                                                                | Amichevole                                                             | -                                                                      | 74’                                                                    |
| 8-9-2007                                                               | Zagabria                                                               | Croazia                                                                | 2 – 0                                                                  | Estonia                                                                | Qual. Euro 2008                                                        | -                                                                      |                                                                        |
| 12-9-2007                                                              | Andorra la Vella                                                       | Andorra                                                                | 0 – 6                                                                  | Croazia                                                                | Qual. Euro 2008                                                        | -                                                                      |                                                                        |
| 13-10-2007                                                             | Zagabria                                                               | Croazia                                                                | 1 – 0                                                                  | Israele                                                                | Qual. Euro 2008                                                        | -                                                                      |                                                                        |
| 16-10-2007                                                             | Fiume                                                                  | Croazia                                                                | 3 – 0                                                                  | Slovacchia                                                             | Amichevole                                                             | -                                                                      |                                                                        |
| 17-11-2007                                                             | Skopje                                                                 | Macedonia                                                              | 2 – 0                                                                  | Croazia                                                                | Qual. Euro 2008                                                        | -                                                                      |                                                                        |
| 21-11-2007                                                             | Londra                                                                 | Inghilterra                                                            | 2 – 3                                                                  | Croazia                                                                | Qual. Euro 2008                                                        | -                                                                      | 20’                                                                    |
| 6-2-2008                                                               | Spalato                                                                | Croazia                                                                | 0 – 3                                                                  | Paesi Bassi                                                            | Amichevole                                                             | -                                                                      |                                                                        |
| 26-3-2008                                                              | Glasgow                                                                | Scozia                                                                 | 1 – 1                                                                  | Croazia                                                                | Amichevole                                                             | -                                                                      | 90’                                                                    |
| 24-5-2008                                                              | Fiume                                                                  | Croazia                                                                | 1 – 0                                                                  | Moldavia                                                               | Amichevole                                                             | -                                                                      |                                                                        |
| 31-5-2008                                                              | Budapest                                                               | Ungheria                                                               | 1 – 1                                                                  | Croazia                                                                | Amichevole                                                             | -                                                                      |                                                                        |
| 8-6-2008                                                               | Vienna                                                                 | Austria                                                                | 0 – 1                                                                  | Croazia                                                                | Euro 2008 - 1º turno                                                   | -                                                                      |                                                                        |
| 12-6-2008                                                              | Klagenfurt am Wörthersee                                               | Croazia                                                                | 2 – 1                                                                  | Germania                                                               | Euro 2008 - 1º turno                                                   | -                                                                      |                                                                        |
| 16-6-2008                                                              | Klagenfurt am Wörthersee                                               | Polonia                                                                | 0 – 1                                                                  | Croazia                                                                | Euro 2008 - 1º turno                                                   | -                                                                      | 27’                                                                    |
| 20-6-2008                                                              | Vienna                                                                 | Croazia                                                                | 1 – 1 dts (1 – 3 dtr)                                                  | Turchia                                                                | Euro 2008 - Quarti di finale                                           | -                                                                      |                                                                        |
| 20-8-2008                                                              | Maribor                                                                | Slovenia                                                               | 2 – 3                                                                  | Croazia                                                                | Amichevole                                                             | -                                                                      |                                                                        |
| 6-9-2008                                                               | Zagabria                                                               | Croazia                                                                | 3 – 0                                                                  | Kazakistan                                                             | Qual. Mondiali 2010                                                    | -                                                                      |                                                                        |
| 10-9-2008                                                              | Zagabria                                                               | Croazia                                                                | 1 – 4                                                                  | Inghilterra                                                            | Qual. Mondiali 2010                                                    | -                                                                      |                                                                        |
| 11-10-2008                                                             | Charkiv                                                                | Ucraina                                                                | 0 – 0                                                                  | Croazia                                                                | Qual. Mondiali 2010                                                    | -                                                                      |                                                                        |
| 15-10-2008                                                             | Zagabria                                                               | Croazia                                                                | 4 – 0                                                                  | Andorra                                                                | Qual. Mondiali 2010                                                    | -                                                                      |                                                                        |
| 11-2-2009                                                              | Bucarest                                                               | Romania                                                                | 1 – 2                                                                  | Croazia                                                                | Amichevole                                                             | -                                                                      |                                                                        |
| 1-4-2009                                                               | Andorra la Vella                                                       | Andorra                                                                | 0 – 2                                                                  | Croazia                                                                | Qual. Mondiali 2010                                                    | -                                                                      |                                                                        |
| 6-6-2009                                                               | Zagabria                                                               | Croazia                                                                | 2 – 2                                                                  | Ucraina                                                                | Qual. Mondiali 2010                                                    | -                                                                      |                                                                        |
| 12-8-2009                                                              | Minsk                                                                  | Bielorussia                                                            | 1 – 3                                                                  | Croazia                                                                | Qual. Mondiali 2010                                                    | -                                                                      |                                                                        |
| 5-9-2009                                                               | Zagabria                                                               | Croazia                                                                | 1 – 0                                                                  | Bielorussia                                                            | Qual. Mondiali 2010                                                    | -                                                                      | 29’, 84’                                                               |
| 8-10-2009                                                              | Fiume                                                                  | Croazia                                                                | 3 – 2                                                                  | Qatar                                                                  | Amichevole                                                             | 1                                                                      | 71’                                                                    |
| 14-10-2009                                                             | Astana                                                                 | Kazakistan                                                             | 1 – 2                                                                  | Croazia                                                                | Qual. Mondiali 2010                                                    | -                                                                      |                                                                        |
| 3-3-2010                                                               | Bruxelles                                                              | Belgio                                                                 | 0 – 1                                                                  | Croazia                                                                | Amichevole                                                             | -                                                                      |                                                                        |
| 11-8-2010                                                              | Bratislava                                                             | Slovacchia                                                             | 1 – 1                                                                  | Croazia                                                                | Amichevole                                                             | -                                                                      |                                                                        |
| 3-9-2010                                                               | Riga                                                                   | Lettonia                                                               | 0 – 3                                                                  | Croazia                                                                | Qual. Euro 2012                                                        | -                                                                      |                                                                        |
| 7-9-2010                                                               | Zagabria                                                               | Croazia                                                                | 0 – 0                                                                  | Grecia                                                                 | Qual. Euro 2012                                                        | -                                                                      |                                                                        |
| 9-10-2010                                                              | Tel-Aviv                                                               | Israele                                                                | 1 – 2                                                                  | Croazia                                                                | Qual. Euro 2012                                                        | -                                                                      |                                                                        |
| 17-11-2010                                                             | Zagabria                                                               | Croazia                                                                | 3 – 0                                                                  | Malta                                                                  | Qual. Euro 2012                                                        | -                                                                      |                                                                        |
| 9-2-2011                                                               | Pola                                                                   | Croazia                                                                | 4 – 2                                                                  | Rep. Ceca                                                              | Amichevole                                                             | -                                                                      | 51’                                                                    |
| 26-3-2011                                                              | Tbilisi                                                                | Georgia                                                                | 1 – 0                                                                  | Croazia                                                                | Qual. Euro 2012                                                        | -                                                                      |                                                                        |
| 29-3-2011                                                              | Saint-Denis                                                            | Francia                                                                | 0 – 0                                                                  | Croazia                                                                | Amichevole                                                             | -                                                                      |                                                                        |
| 3-6-2011                                                               | Spalato                                                                | Croazia                                                                | 2 – 1                                                                  | Georgia                                                                | Qual. Euro 2012                                                        | -                                                                      |                                                                        |
| 10-8-2011                                                              | Dublino                                                                | Irlanda                                                                | 0 – 0                                                                  | Croazia                                                                | Amichevole                                                             | -                                                                      | 79’                                                                    |
| 2-9-2011                                                               | Ta' Qali                                                               | Malta                                                                  | 1 – 3                                                                  | Croazia                                                                | Qual. Euro 2012                                                        | -                                                                      | 56’                                                                    |
| 6-9-2011                                                               | Zagabria                                                               | Croazia                                                                | 3 – 1                                                                  | Israele                                                                | Qual. Euro 2012                                                        | 1                                                                      | 51’                                                                    |
| 7-10-2011                                                              | Atene                                                                  | Grecia                                                                 | 2 – 0                                                                  | Croazia                                                                | Qual. Euro 2012                                                        | -                                                                      | 80’                                                                    |
| 11-10-2011                                                             | Fiume                                                                  | Croazia                                                                | 2 – 0                                                                  | Lettonia                                                               | Qual. Euro 2012                                                        | -                                                                      | 34’                                                                    |
| 11-11-2011                                                             | Istanbul                                                               | Turchia                                                                | 0 – 3                                                                  | Croazia                                                                | Qual. Euro 2012                                                        | 1                                                                      | 35’                                                                    |
| 29-2-2012                                                              | Zagabria                                                               | Croazia                                                                | 1 – 3                                                                  | Svezia                                                                 | Amichevole                                                             | -                                                                      | 28’                                                                    |
| 25-5-2012                                                              | Pola                                                                   | Croazia                                                                | 3 – 1                                                                  | Estonia                                                                | Amichevole                                                             | 1                                                                      | 85’                                                                    |
| 10-6-2012                                                              | Poznań                                                                 | Irlanda                                                                | 1 – 3                                                                  | Croazia                                                                | Euro 2012 - 1º turno                                                   | -                                                                      |                                                                        |
| 14-6-2012                                                              | Poznań                                                                 | Italia                                                                 | 1 – 1                                                                  | Croazia                                                                | Euro 2012 - 1º turno                                                   | -                                                                      |                                                                        |
| 18-6-2012                                                              | Danzica                                                                | Croazia                                                                | 0 – 1                                                                  | Spagna                                                                 | Euro 2012 - 1º turno                                                   | -                                                                      | 27’                                                                    |
| 15-8-2012                                                              | Spalato                                                                | Croazia                                                                | 2 – 4                                                                  | Svizzera                                                               | Amichevole                                                             | -                                                                      | 50’                                                                    |
| 7-9-2012                                                               | Zagabria                                                               | Croazia                                                                | 1 – 0                                                                  | Macedonia                                                              | Qual. Mondiali 2014                                                    | -                                                                      | 85’                                                                    |
| 12-10-2012                                                             | Skopje                                                                 | Macedonia                                                              | 1 – 2                                                                  | Croazia                                                                | Qual. Mondiali 2014                                                    | 1                                                                      | 69’                                                                    |
| 6-2-2013                                                               | Londra                                                                 | Croazia                                                                | 4 – 0                                                                  | Corea del Sud                                                          | Amichevole                                                             | -                                                                      |                                                                        |
| 22-3-2013                                                              | Zagabria                                                               | Croazia                                                                | 2 – 0                                                                  | Serbia                                                                 | Qual. Mondiali 2014                                                    | -                                                                      |                                                                        |
| 26-3-2013                                                              | Swansea                                                                | Galles                                                                 | 1 – 2                                                                  | Croazia                                                                | Qual. Mondiali 2014                                                    | -                                                                      | 6’                                                                     |
| 10-6-2013                                                              | Ginevra                                                                | Croazia                                                                | 0 – 1                                                                  | Portogallo                                                             | Amichevole                                                             | -                                                                      | 60’ 90+2’                                                              |
| 14-8-2013                                                              | Vaduz                                                                  | Liechtenstein                                                          | 2 – 3                                                                  | Croazia                                                                | Amichevole                                                             | -                                                                      | 85’                                                                    |
| 6-9-2013                                                               | Belgrado                                                               | Serbia                                                                 | 1 – 1                                                                  | Croazia                                                                | Qual. Mondiali 2014                                                    | -                                                                      |                                                                        |
| 11-10-2013                                                             | Zagabria                                                               | Croazia                                                                | 1 – 2                                                                  | Belgio                                                                 | Qual. Mondiali 2014                                                    | -                                                                      | 45’                                                                    |
| 15-10-2013                                                             | Edimburgo                                                              | Scozia                                                                 | 2 – 0                                                                  | Croazia                                                                | Qual. Mondiali 2014                                                    | -                                                                      |                                                                        |
| 15-11-2013                                                             | Reykjavík                                                              | Islanda                                                                | 0 – 0                                                                  | Croazia                                                                | Qual. Mondiali 2014                                                    | -                                                                      |                                                                        |
| 19-11-2013                                                             | Zagabria                                                               | Croazia                                                                | 2 – 0                                                                  | Islanda                                                                | Qual. Mondiali 2014                                                    | -                                                                      |                                                                        |
| 5-3-2014                                                               | San Gallo                                                              | Svizzera                                                               | 2 – 2                                                                  | Croazia                                                                | Amichevole                                                             | -                                                                      |                                                                        |
| 31-5-2014                                                              | Osijek                                                                 | Croazia                                                                | 2 – 1                                                                  | Mali                                                                   | Amichevole                                                             | -                                                                      |                                                                        |
| 12-6-2014                                                              | San Paolo                                                              | Brasile                                                                | 3 – 1                                                                  | Croazia                                                                | Mondiali 2014 - 1º turno                                               | -                                                                      | 66’                                                                    |
| 18-6-2014                                                              | Manaus                                                                 | Camerun                                                                | 0 – 4                                                                  | Croazia                                                                | Mondiali 2014 - 1º turno                                               | -                                                                      |                                                                        |
| 23-6-2014                                                              | Recife                                                                 | Croazia                                                                | 1 – 3                                                                  | Messico                                                                | Mondiali 2014 - 1º turno                                               | -                                                                      |                                                                        |
| 4-9-2014                                                               | Pola                                                                   | Croazia                                                                | 2 – 0                                                                  | Cipro                                                                  | Amichevole                                                             | -                                                                      |                                                                        |
| 9-9-2014                                                               | Zagabria                                                               | Croazia                                                                | 2 – 0                                                                  | Malta                                                                  | Qual. Euro 2016                                                        | -                                                                      |                                                                        |
| 10-10-2014                                                             | Sofia                                                                  | Bulgaria                                                               | 0 – 1                                                                  | Croazia                                                                | Qual. Euro 2016                                                        | -                                                                      |                                                                        |
| 13-10-2014                                                             | Osijek                                                                 | Croazia                                                                | 6 – 0                                                                  | Azerbaigian                                                            | Qual. Euro 2016                                                        | -                                                                      | 60’                                                                    |
| 16-11-2014                                                             | Milano                                                                 | Italia                                                                 | 1 – 1                                                                  | Croazia                                                                | Qual. Euro 2016                                                        | -                                                                      | 28’                                                                    |
| 28-3-2015                                                              | Zagabria                                                               | Croazia                                                                | 5 – 1                                                                  | Norvegia                                                               | Qual. Euro 2016                                                        | -                                                                      | 68’, 74’                                                               |
| 3-9-2015                                                               | Baku                                                                   | Azerbaigian                                                            | 0 – 0                                                                  | Croazia                                                                | Qual. Euro 2016                                                        | -                                                                      |                                                                        |
| 6-9-2015                                                               | Oslo                                                                   | Norvegia                                                               | 2 – 0                                                                  | Croazia                                                                | Qual. Euro 2016                                                        | -                                                                      |                                                                        |
| 10-10-2015                                                             | Zagabria                                                               | Croazia                                                                | 3 – 0                                                                  | Bulgaria                                                               | Qual. Euro 2016                                                        | -                                                                      |                                                                        |
| 13-10-2015                                                             | Ta' Qali                                                               | Malta                                                                  | 0 – 1                                                                  | Croazia                                                                | Qual. Euro 2016                                                        | -                                                                      |                                                                        |
| 23-3-2016                                                              | Osijek                                                                 | Croazia                                                                | 2 – 0                                                                  | Israele                                                                | Amichevole                                                             | -                                                                      | 46’                                                                    |
| 26-3-2016                                                              | Budapest                                                               | Ungheria                                                               | 1 – 1                                                                  | Croazia                                                                | Amichevole                                                             | -                                                                      | 45+2’                                                                  |
| 27-5-2016                                                              | Koprivnica                                                             | Croazia                                                                | 1 – 0                                                                  | Moldavia                                                               | Amichevole                                                             | -                                                                      |                                                                        |
| 12-6-2016                                                              | Parigi                                                                 | Turchia                                                                | 0 – 1                                                                  | Croazia                                                                | Euro 2016 - 1º turno                                                   | -                                                                      |                                                                        |
| 17-6-2016                                                              | Saint-Étienne                                                          | Rep. Ceca                                                              | 2 – 2                                                                  | Croazia                                                                | Euro 2016 - 1º turno                                                   | -                                                                      |                                                                        |
| 21-6-2016                                                              | Bordeaux                                                               | Croazia                                                                | 2 – 1                                                                  | Spagna                                                                 | Euro 2016 - 1º turno                                                   | -                                                                      |                                                                        |
| 25-6-2016                                                              | Lens                                                                   | Croazia                                                                | 0 – 1 dts                                                              | Portogallo                                                             | Euro 2016 - Ottavi di finale                                           | -                                                                      |                                                                        |
| 5-9-2016                                                               | Zagabria                                                               | Croazia                                                                | 1 – 1                                                                  | Turchia                                                                | Qual. Mondiali 2018                                                    | -                                                                      |                                                                        |
| 6-10-2016                                                              | Scutari                                                                | Kosovo                                                                 | 0 – 6                                                                  | Croazia                                                                | Qual. Mondiali 2018                                                    | -                                                                      | 46’                                                                    |
| 12-11-2016                                                             | Zagabria                                                               | Croazia                                                                | 2 – 0                                                                  | Islanda                                                                | Qual. Mondiali 2018                                                    | -                                                                      |                                                                        |
| 24-3-2018                                                              | Miami Gardens                                                          | Perù                                                                   | 2 – 0                                                                  | Croazia                                                                | Amichevole                                                             | -                                                                      |                                                                        |
| 28-3-2018                                                              | Arlington                                                              | Messico                                                                | 0 – 1                                                                  | Croazia                                                                | Amichevole                                                             | -                                                                      | 74’                                                                    |
| 3-6-2018                                                               | Liverpool                                                              | Brasile                                                                | 2 – 0                                                                  | Croazia                                                                | Amichevole                                                             | -                                                                      | 53’                                                                    |
| 8-6-2018                                                               | Osijek                                                                 | Croazia                                                                | 2 – 1                                                                  | Senegal                                                                | Amichevole                                                             | -                                                                      |                                                                        |
| 21-6-2018                                                              | Nižnij Novgorod                                                        | Argentina                                                              | 0 – 3                                                                  | Croazia                                                                | Mondiali 2018 - 1º turno                                               | -                                                                      | 90+4’                                                                  |
| 26-6-2018                                                              | Rostov                                                                 | Islanda                                                                | 1 – 2                                                                  | Croazia                                                                | Mondiali 2018 - 1º turno                                               | -                                                                      |                                                                        |
| 7-7-2018                                                               | Soči                                                                   | Russia                                                                 | 2 – 2 dts (3 – 4 dtr)                                                  | Croazia                                                                | Mondiali 2018 - Quarti di finale                                       | -                                                                      | 97’                                                                    |
| 11-7-2018                                                              | Mosca                                                                  | Croazia                                                                | 2 – 1 dts                                                              | Inghilterra                                                            | Mondiali 2018 - Semifinale                                             | -                                                                      | 115’                                                                   |
| Totale                                                                 |                                                                        | Presenze (10º posto)                                                   | 103                                                                    |                                                                        | Reti                                                                   | 4                                                                      |                                                                        |

| Cronologia completa delle presenze e delle reti in nazionale ― Croazia under 21 | Cronologia completa delle presenze e delle reti in nazionale ― Croazia under 21 | Cronologia completa delle presenze e delle reti in nazionale ― Croazia under 21 | Cronologia completa delle presenze e delle reti in nazionale ― Croazia under 21 | Cronologia completa delle presenze e delle reti in nazionale ― Croazia under 21 | Cronologia completa delle presenze e delle reti in nazionale ― Croazia under 21 | Cronologia completa delle presenze e delle reti in nazionale ― Croazia under 21 | Cronologia completa delle presenze e delle reti in nazionale ― Croazia under 21 |
| Data                                                                            | Città                                                                           | In casa                                                                         | Risultato                                                                       | Ospiti                                                                          | Competizione                                                                    | Reti                                                                            | Note                                                                            |
| ------------------------------------------------------------------------------- | ------------------------------------------------------------------------------- | ------------------------------------------------------------------------------- | ------------------------------------------------------------------------------- | ------------------------------------------------------------------------------- | ------------------------------------------------------------------------------- | ------------------------------------------------------------------------------- | ------------------------------------------------------------------------------- |
| 16-8-2005                                                                       | Senec                                                                           | Slovacchia under 21                                                             | 4 – 3                                                                           | Croazia under 21                                                                | Amichevole                                                                      | -                                                                               |                                                                                 |
| 2-9-2005                                                                        | Reykjavík                                                                       | Islanda under 21                                                                | 1 – 2                                                                           | Croazia under 21                                                                | Qual. Europeo Under-21 2006                                                     | -                                                                               |                                                                                 |
| 6-9-2005                                                                        | Ta' Qali                                                                        | Malta under 21                                                                  | 0 – 1                                                                           | Croazia under 21                                                                | Qual. Europeo Under-21 2006                                                     | -                                                                               |                                                                                 |
| 7-10-2005                                                                       | Velika Gorica                                                                   | Croazia under 21                                                                | 1 – 0                                                                           | Svezia under 21                                                                 | Qual. Europeo Under-21 2006                                                     | -                                                                               |                                                                                 |
| 11-10-2005                                                                      | Kaposvár                                                                        | Ungheria under 21                                                               | 2 – 2                                                                           | Croazia under 21                                                                | Qual. Europeo Under-21 2006                                                     | -                                                                               |                                                                                 |
| 12-11-2005                                                                      | Belgrado                                                                        | Serbia under 21                                                                 | 3 – 1                                                                           | Croazia under 21                                                                | Qual. Europeo Under-21 2006                                                     | -                                                                               |                                                                                 |
| 16-11-2005                                                                      | Velika Gorica                                                                   | Croazia under 21                                                                | 1 – 2                                                                           | Serbia under 21                                                                 | Qual. Europeo Under-21 2006                                                     | -                                                                               | 48’                                                                             |
| 1-3-2006                                                                        | Fiume                                                                           | Croazia under 21                                                                | 2 – 1                                                                           | Danimarca under 21                                                              | Amichevole                                                                      | -                                                                               |                                                                                 |
| 18-5-2006                                                                       | Pau                                                                             | Francia under 21                                                                | 1 – 0                                                                           | Croazia under 21                                                                | Amichevole                                                                      | -                                                                               |                                                                                 |
| Totale                                                                          |                                                                                 | Presenze                                                                        | 9                                                                               |                                                                                 | Reti                                                                            | 0                                                                               |                                                                                 |

## Palmarès

### Club

#### Competizioni nazionali
- Campionato croato: 2

Dinamo Zagabria: 2005-2006, 2006-2007
- Coppa di Croazia: 2

Dinamo Zagabria: 2003-2004, 2006-2007
- Supercoppa croata: 1

Dinamo Zagabria: 2007
- Coppa di Russia: 4

Lokomotiv Mosca: 2014-2015, 2016-2017, 2018-2019, 2020-2021
- Campionato russo: 1

Lokomotiv Mosca: 2017-2018
- Supercoppa di Russia: 1

Lokomotiv Mosca: 2019